# Pallas (band)
Pallas is een progressieve-rockband uit Schotland (Aberdeen, 1974). Pallas was een van de medeoprichters van de neoprogbeweging tijdens de tweede revival van de progressieve rock in de vroege jaren tachtig. Andere belangrijke tijdgenoten bij deze revival zijn Marillion, IQ en Pendragon.

## Biografie
De band Pallas begon onder de naam  Pallas Athene en stond mede aan de wieg van de revival van progressieve rock, roeiend tegen de stroom in van popmuziek en new wave. Zij verkregen als hoofdact een concert in de Marquee Club in Londen, wat toen een broeinest was van de neoprogrevival. Hun beroemdste nummer in die tijd op het podium was  "The Ripper", waarvoor Pallas bijna door de Marquee Club in de ban werd gedaan. Het was een 15 minuten durend episch nummer met moeilijke thema’s als kindermisbruik, krankzinnigheid, verkrachting en moord. In de show speelde de half ontklede frontman en leadzanger Euan Lowson een soort verkrachtingsscène op het podium (met in het achterhoofd de tijd van Jack the Ripper).
Hun eerste lp Arrive Alive  kwam uit in 1981 en werd door Pallas zelf geproduceerd (opgenomen in Schotland). Daarna kregen ze een contract bij EMI-records, die ook Marillion contracteerde. Pallas ging naar de studio samen met technicus (producer) Eddie Offord van Yes en ELP om The Sentinel op te nemen. Het idee was dat  The Sentinel een opgenomen versie van het epische standaardstuk uit de concerten van Pallas zou zijn: The Atlantis Suite. Dit is een verhaal gebaseerd op een futuristische versie van het verhaal van Atlantis, met veel verwijzingen naar de Koude Oorlog. EMI leek meer vertrouwen in Marillion te hebben, zodat hun aandacht voor Pallas wat verslapte, net als die van producer Eddie Offord. Ook wilde men meer marktgericht materiaal, zodat The Sentinel uitgebracht in 1984 meer als een compromis werd beschouwd door de band. Met name de Atlantis Suite was erg ingekort. Wel had The Sentinel een door Patrick Woodroffe geïllustreerde cover, die als een pronkstuk van het genre wordt gezien. De verwijderde nummers van The Atlantis Suite werden op de B-kant van singles uitgebracht en pas in 2004 werd het oorspronkelijke idee van The Sentinel, met The Atlantis Suite in de geremasterde versie uitgebracht.
Ondanks enkele wervelende shows in Engeland met het Sentinelconcept en special effects van het Doctor Who-team, werd de aandacht voor deze band minder. Vlak voor de verschijning van hun tweede lp verliet daarom zanger-songwriter Lowson de band (en de muziek) definitief. Zijn opvolger was de van tijdgenoot Abel Ganz afkomstige schotse zanger Alan Reed. Daarna kwam een ep bij EMI uit: Knightmoves met Alan Reed. Het belangrijkste stuk was Sanctuar en op latere edities werden twee demonummers toegevoegd. Vervolgens kwam hun echte tweede album The Wedge uit in 1986, met toegankelijker korte nummers.
De band maakte een tijd lang geen nieuwe albums meer, maar er waren wel wat heruitgaven.
In 1998 kwam het comebackalbum Beat the drum uit, met een steviger geluid, teruggrijpend op de classic-rockachtergrond van de band met progressieve invloeden en met ook epische stukken zoals  Fragments of The Sun. Hernieuwde interesse ontstond er voor de band en ook via internet kwam er een positieve invloed op de carrière van de band.
Ondertussen was de band een vrije tijdsbesteding geworden, maar nog steeds kwamen er regelmatig studioalbums uit en af een toe een korte tournee door Europa en de Verenigde Staten. The Cross & the Crucible, een conceptalbum over de historische spanning tussen religie en wetenschap kwam uit in 2001 kreeg veel positieve kritieken. The Dreams of Men kwam uit in 2005, een ambitieus project met de band op zijn best met aanvulling door de talenten van de Schotse traditionele muzikant Paul Anderson op viool en klassieke zanger Pandy Arthur.
Net als andere bands van de jaren tachtig in de neoprogscene, zoals IQ, bleef de band muziek maken binnen het genre. Grotere labels en de media lieten de band links liggen, maar Pallas is ondergebracht bij het onafhankelijke Duitse label InsideOut Music. Pallas speelt nog regelmatig liveoptredens (met name in Noord-Europa) en levert nog steeds albums af zoals de twee van de Radio Clyde River Sessions series, een livedubbelaar, enkele officiële bootlegs en  Mythopoeia, een compilatie (video en audio) van de geschiedenis van de band.

## Genre
Neoprog gestoeld op Symfonische rock met progressieve invloeden. Vergelijkbare bands: Marillion, IQ, Twelfth Night en Pendragon.

## Bandleden
- Graeme Murray (basgitaar, zang)
- Niall Mathewson (gitaar, zang) sinds 1978
- Ronnie Brown (synthesizer) 1979-87, sinds1998
- Colin Frazer (drums) sinds 1998
- Paul Mackie (zang) sinds 2010

## Ex-bandleden
- Alan Reed (zang) 1984 - 2010
- George Gibson (zang, elektrische mandoline, viool) 1974-75
- Brian Wood (zang) 1975-77
- Craig Anderson (zang) 1977-78
- Euan Lowson (zang) 1978-84
- Dave Taylor (gitaar, zang) 1974-76
- Dave Holt (gitaar, zang) 1976-78
- Mike Stobbie (keyboards) 1974-79, 1987-98
- Colin Rae (drums) 1974-75
- Ali Milne (drums) 1975-76
- Derek Forman (drums) 1976-98

## Discografie

### Pallas
- Arrive alive (1981) Live
- The sentinel (1984) studioalbum
- The wedge (1986) studioalbum
- The knightmoves (1986) EP
- Sketches (1989)
- Pallas live in Southampton (1989)
- Beat the drum (1998) studioalbum
- Live our lives - 2000 (2000) Live
- The cross and the crucible (2001) studioalbum
- Mythopoeia (2002) Compilation
- The blinding darkness (2003) Live
- The dreams of men (2005) studioalbum
- The River Sessions 1 (2005) Live
- The River Sessions 2 (2005) Live
- Official bootleg 27/01/06 (2006) Live
- Moment to moment (2009) Live
- XXV (2011) studioalbum
- Pallas at High Voltage 2011 (2011) livealbum download
- Live at Loreley (2013)
- Live - Southampton 1986 (2013)
- Wearewhoweare (2014)
- The edge of time (2019)
  - bevat bewerkingen van bestaande songs
  - Tracks: 1: Ghostdancers (8:51), 2: Violet sky (5:54), 3: New life (5:25), 4: Just a memory (5:46), 5: In cold blood (6:36), 6: Ark of infinity (8:20), 7: The blinding darkness of science, 8: Something in the deep (6:28), 9: This haunted land (6:26), 10: Stranger on the edge of time (7:01)
  - Bijna geheel instrumentaal album met filmisch karakter, Mathewson, Maurray en Brown hadden daar ervaring mee. Stranger on the edge of time was ooit de B-kant van single Arrive Alive en is geschreven in een voor de band afwijkend genre, elektronische muziek lijkend op Tangerine Dream.[1]
- The messenger (2023)

### Alan Reed-solo
- 2011: Dancing with ghosts (ep)
  - Reed kijkt terug op carrière binnen Pallas (tracks 1 en 2) en Abel Ganz (track 3) en kijkt vooruit (tracks 4 en 5)
  - Sanctuary (5:55), Who's to blame? (4:52), Kean on the job (5:34), Teardrops in the rain (3:03), Begin again (5:58)
  - Alan Reed (zang en akoestische gitaar), Jennifer Clark (bas), Scott Higham (percussie) en Mark Spencer: toetsinstrumenten en sitar
- 2012: First in a field of one
- 2013: Live in Liverpool
  - Opgenomen op 29 oktober 2013 in The Philharmonic in Liverpool; Reed stond in het voorprogramma van Steve Hackett; Alan Reed, akoestische gitaar en zang
  - Titels: Intro (1:01), For the greater glory (5:49), Who’s to blame (5:02), Sanctuary (6:59) en Begin again (7:21)
- 2017: Honey on the razor's edge
- 2018: Live at the Razor’s Edge
  - Registratie van een optreden in 2017 tijdens gezamenlijk optreden met Magenta van Reed met band bestaande uit Tudor Davies (toetsen), Mark Spencer, Darren Callow (gitaar, zang), Jennifer Clark (basgitaar), Henry Rogers (drumstel)
  - Titels: Begin again (6:09); For the greater glory (5:40), My sunlit glory (4:19), Razor (4:00), Sanctuary (8:32), Kingdom of the blind (5:25), Never too late (5:02), The other side of morning (8:12), Crown of thorns (8:59)

## Dvd's
- The Blinding Darkness (2003)
- Live From London (2005)
- Moment to Moment (2008)
- Live at Loreley II (2013)